# Список политических партий Туниса
Это список политических партий Туниса. До революции в Тунисе доминирующей партией было Демократическое конституционное объединение. После революции Демократическое конституционное объединение было распущено новой властью и сформированы более 70 партий.

## Остальные партии
Следующие оппозиционные партии существовали де-юре и/или де-факто. 20 января 2011 года кабинет временного правительства признал все ранее запрещённые партии, кроме «Хизб ут-Тахрир» и нескольких других.

### Легальные до Тунисской революции
- Демократический форум за труд и свободы (Democratic Forum for Labour and Liberties, FDTL)
- Движение обновления (Тунис) (Ettajdid Movement)
- Зелёная партия за прогресс (Green Party for Progress)
- Движение социал-демократов (Movement of Socialist Democrats)
- Партия народного единства (Party of People’s Unity)
- Социал-либеральная партия (Social Liberal Party)
- Юнионистско-демократический союз (Unionist Democratic Union)

### Легализованы после Тунисской революции
- Движение Баас (Ba’ath Movement, PBT)
- Конгресс за республику (CPR, Congress for the Republic)
- Партия Родины (Homeland Party, Al Watan)
- Магрибская либеральная партия (Maghrebin Liberal Party)
- Партия возрождения (Тунис) (Ennahda Movement)
- Патриотическая и демократическая трудовая партия (Patriotic and Democratic Labour Party)
- Республиканская партия
- Пиратская партия Туниса
- Коммунистическая партия рабочих Туниса

### Нелегальные или без лицензии
- Хизб ут-Тахрир
- Либерально-демократическая партия Туниса

### Бывшие партии
- Дустур (основана в 1920 г., распалась в 1934 г., преобразована в Новый Дустур)
- Новый Дустур (в 1964 г. преобразована в Социалистическую дустуровскую партию)
- Социалистическая дустуровская партия (в 1988 г. преобразована в Демократическое конституционное объединение)
- Демократическое конституционное объединение (распущено в 2011 г.)
- Тунисская коммунистическая партия (отказалась от марксизма-ленинизма, на её базе создано некоммунистическое Движение обновления)
- Прогрессивная демократическая партия Туниса (PDP, влилась в Республиканскую партию)
- Тунисское стремление (Afek Tounes, влилась в Республиканскую партию)

### Политические блоки
- Современный демократический полюс
- Народный фронт (Тунис)